# Mezquita Moulay Slimane
La Mezquita Moulay Slimane (en árabe: مسجد مولاي سليمان‎) es una mezquita situada en la medina de Rabat, Marruecos, concretamente en la intersección de la calle Souika y la calle Sidi Fateh, cerca de la puerta Bab Bouiba. Fue construida en 1812 bajo mando del sultán alauí Moulay Slimane, de quien recibe el nombre. Es la segunda mezquita más grande de la medina tras la Gran Mezquita. Ocupa una superficie de 1.000 metros cuadrados y su minarete tiene una altura de 32 metros. Tiene la disposición tradicional de mezquita marroquí, con un patio (sahn) y una sala hipóstila de oración interior.  